# Кузнецова Поліна Вікторівна
Поліна Вікторівна Кузнєцова (Вяхірєва) (нар. 10 червня 1987 року, Шопоков Чуйської області Киргизької РСР) — російська гандболістка, лівий крайній гравець національної збірної Росії та клубу «Астраханочка» (Астрахань). Олімпійська чемпіонка  ігор 2016 року в Ріо-де-Жанейро. Заслужений майстер спорту Росії.

## Ігрова кар'єра
- 2002-2003 —  «Аква» (Волгоград)
- 2003-2004 —  «Ростов-Дон» (Ростов-на-Дону)
- 2004-2006 —  «Лада» (Тольятті)
- 2007-2014 —  «Зірка» (Звенигород)
- з січня 2014 року —  «Астраханочка» (Астрахань)

## Досягнення
- 2-кратна чемпіонка світу (2005, 2007).
- Срібний (2006) призер чемпіонатів Європи.
- 4-разова чемпіонка Росії (2005, 2006, 2007, 2016).
- Переможець Кубка Росії (2011).
- Переможець Ліги чемпіонів (2008).
- Володар Кубка ЄГФ (2007).
- 2-разова чемпіонка Європи серед дівчат до 1985 р. н. (2003, 2004).
- Олімпійська чемпіонка ігор 2016 року в Ріо-де-Жанейро.

## Нагороди
- Орден Дружби (25 серпня 2016 року) — за високі спортивні досягнення на Іграх XXXI Олімпіади 2016 року в місті Ріо-де-Жанейро (Бразилія), проявлену волю до перемоги і цілеспрямованість[1].